# Catherine De Bruecker
 (avril 2022).
Catherine De Bruecker a été Médiatrice fédérale (francophone) de Belgique du 8 novembre 2005 au 28 février 2021. Depuis le 1er septembre 2022, elle est médiatrice de la Région de Bruxelles-Capitale.